# HD 102272 b
HD 102272 b (بالإنجليزية: HD 102272 b)‏ الذي يرمز له بالرمز HD 102272b، هو كوكب خارج المجموعة الشمسية، في كوكبة الأسد، يتبع HD 102272 ‏.

## الاكتشاف
اكتشف في 18 يونيو 2008.